# دانشگاه اگدر
دانشگاه اگدر (انگلیسی: University of Agder؛ نروژی: Universitetet i Agder) که قبلاً به نام کالج اگدر و کالج دانشگاه اگدر شناخته می‌شده‌است، یک دانشگاه دولتی واقع در نروژ است،که کالج‌های آن در کریستیان‌ساند و گریمستا قرار دارد.این دانشگاه از طریق ادغام کالج دانشگاه اگدر و پنج کالج دیگر از جمله یک کالج فنی و یک دانشکده پرستاری در سال ۱۹۹۴ تاسیس و در سال ۲۰۰۷ به یک دانشگاه کامل ارتقا یافت.

## لینک های خارجی
- دانشگاه آگدر